# یواس‌اس مونتکالم (ای‌تی-۳۹)
یواس‌اس مونتکالم (ای‌تی-۳۹) (به انگلیسی: USS Montcalm (AT-39)) یک کشتی بود که طول آن ۱۵۶ فوت ۸ اینچ (۴۷٫۷۵ متر) بود. این کشتی در سال ۱۹۲۰ ساخته شد.